# صدرية (زي ديني)

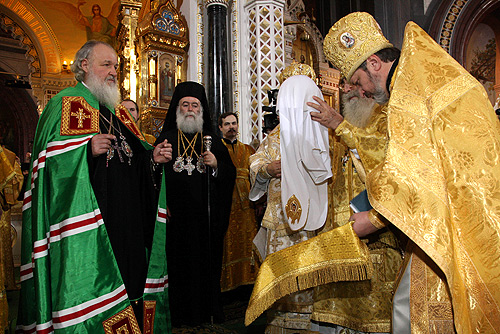

الرداء الكهنوتي أو الصداري هي الملابس الطقوسية المرتبطة بالشعائر الدينية للدين المسيحي، وخاصة بين الأرثوذكس الشرقييين، الكاثوليك (الكنيسة اللاتينية وغيرها)، الأنجليكان، واللوثريين. العديد من المجموعات الأخرى أيضاستخدمت الملابس الشعائرية الدينية. كانت هذه نقطة جدل في الإصلاح البروتستانتي، وخاصة خلال الخلافات الطقسية في انكلترا في القرن التاسع عشر.

## وصلات خارجية
- Clerical Attire According to the Byzantine Tradition
- Anglican Clerical Dress - قصر لامبث Library
- BBC article on vestment fashions